# Mors omnia solvit
La locuzione latina Mors omnia solvit, tradotta letteralmente, significa la morte scioglie tutto.
Nella legislazione romana solo la morte concludeva il matrimonio. Successivamente la sentenza è passata ad essere applicata ad ogni altro tipo di controversia o impegno contrattuale.
Citando questa frase si vuole indicare che la morte mette fine a tutto.